# Where Would We Be Now
«Where Would We Be Now» es el quinto sencillo (tercero en Norteamérica) lanzado del cuarto álbum Good Morning Revival, de Good Charlotte. La canción fue escrita por Billy Martin, Joel Madden y Benji Madden, y también es cantada por Benji. En una entrevista, Billy Martin dijo que la melodía de piano de la canción fue la primera canción de Good Charlotte creada con piano. 
La banda posteó una canción en su Myspace en abril del 2008. Cuando la canción es tocada en su perfil, muestra una tapa de álbum que la hace ver como sí fuera el siguiente sencillo. Fue confirmado para ser lanzado el 20 de mayo de ese año por FMQB. No se hizo un vídeo musical para el sencillo.

## «Where Would We Be Now 2.0»
Al mes siguiente, en mayo, Good Charlotte posteó un blog en su web desde donde las personas podían descargar una nueva versión de la canción, llamada «Where Would Be Now 2.0». En esta versión de la canción, la melodía y la música de fondo todavía son las mismas que en la original, pero algunas frases han sido cambiadas.
El sencillo ha sido escuchado como un relanzamiento en las radios.

## La canción en otros medios
- «Where Would We Be Now» fue presentada en un comercial para el show de televisión 90210.
- Se usó en el episodio «The Next Move is Yours», de la serie The Hills.
- «Where Would We Be Now 2.0» fue grabada en simlish para el juego The Sims 2: Apartment Life.
- Good Charlotte presentó «Where Would We Be Now» en la película iGo to Japan de la serie iCarly.